# 케이 나인 (영화)
《케이 나인》(영어: K-9)은 미국에서 제작된 로드 대니얼 감독의 1989년 버디 경찰 액션 코미디 영화이다. 짐 벌루시 등이 출연하였고, 로런스 고든 등이 제작에 참여하였다.

## 출연진
- 제임스 벌루시
- 멜 해리스
- 케빈 타이
- 에드 오닐
- 제임스 핸디
- 셔먼 하워드
- 대니얼 데이비스
- 코터 스미스
- 프루잇 테일러 빈스
- 데이비드 해스컬
- 윌리엄 새들러
- 제리 러빈
- 댄 캐스털러네타

## 기타 제작진
- 협력 제작: 로이드 레빈
- 미술: 조지 코스텔로
- 의상: 아일린 케네디